# Banjul Point
Das Kap Banjul Point in dem westafrikanischen Staat Gambia liegt in der Mündung des Flusses Gambia in den Atlantischen Ozean an der nordöstlichen Küste der St. Mary’s Island.